# Medalla Darwin-Wallace

La Medalla Darwin-Wallace es una distinción que otorga la Sociedad Linneana de Londres cada cincuenta años. La primera entrega se hizo coincidir con el quincuagésimo aniversario de la publicación por Charles Darwin (1809-1882) y por Alfred Russel Wallace (1823-1913) de su artículo común On the Tendancy of Species to form Varieties; and the Perpetuation of Varieties and Species by Natural Means of Selection, en julio del año 1858. Las últimas medallas se otorgaron en 2008 con motivo del sesquicentenario de dicha publicación.
En reconocimiento de la importancia creciente de la investigación en biología evolutiva, el Consejo de la Linnean Society de Londres anunció en 2008 que la medalla se concederá anualmente a partir de 2010.

## Laureados de 1908
- Medalla de oro
  - Alfred Russel Wallace (1823-1913)
- Medalla de plata
  - Joseph Dalton Hooker (1817-1911)
  - Ernst Haeckel (1834-1919)
  - Eduard Adolf Strasburger (1844-1912)
  - August Weismann (1834-1914)
  - Sir Francis Galton (1822-1911)
  - Sir Edwin Ray Lankester (1847-1929)

## Laureados de 1958
- Medalla de plata
  - Edgar Shannon Anderson (1897-1969)
  - Maurice Caullery (1868-1958)
  - Sir Ronald Aylmer Fisher (1890-1962)
  - Carl Rudolf Florin (1894-1965)
  - John Burdon Sanderson Haldane (1892-1964)
  - Roger Heim (1900-1979)
  - John Hutchinson (1884-1972)
  - Sir Julian Huxley (1887-1975)
  - Eugene Nikanorovitch Pavlovsky (1884-1965)
  - Bernhard Rensch (1900-1990)
  - George Gaylord Simpson (1902-1984)
  - Carl Johan Fredrik Skottsberg (1880-1963)
  - Erik Andersson Stensiö (1891-1984)
  - Hugh Hamshaw Thomas (1885-1962)
  - Göte Wilhelm Turesson (1892-1970)
  - Victor Van Straelen (1889-1964)
  - David Meredith Seares Watson (1886-1973)
  - John Christopher Willis (1868-1958) (homenaje póstumo)

## Laureados de 2008
- Medalla de plata
  - Nick Barton
  - Mark Chase
  - Bryan Clarke
  - Joseph Felsenstein
  - Stephen Jay Gould (homenaje póstumo)
  - P.R. Grant en Rosemary Grant
  - James Mallet
  - Lynn Margulis
  - John Maynard‐Smith (homenaje póstumo)
  - Mohamed Noor
  - H. Allen Orr
  - Linda Partridge

## Laureados a partir de 2010
- Brian Charlesworth (2010)
- James Lake (2011)
- Loren Henry Rieseberg (2012)
- Godfrey Hewitt (2013)
- Dolph Schluter (2014)